# Tigeaux
Tigeaux är en kommun i departementet Seine-et-Marne i regionen Île-de-France i norra Frankrike. Kommunen ligger i kantonen Rozay-en-Brie som tillhör arrondissementet Provins. År 2022 hade Tigeaux 399 invånare.

## Befolkningsutveckling
Antalet invånare i kommunen Tigeaux
| Referens: INSEE |